# Palaeoersachus bicarinatus
Palaeoersachus bicarinatus är en skalbaggsart som beskrevs av Pütz, Hernando och Ignacio Ribera 2004. Palaeoersachus bicarinatus ingår i släktet Palaeoersachus och familjen lerstrandbaggar. Inga underarter finns listade i Catalogue of Life.